# Bertembos
Bertembos är en skog i Belgien.   Den ligger i provinsen Flamländska Brabant och regionen Flandern, i den centrala delen av landet, 20 kilometer öster om huvudstaden Bryssel.
Trakten runt Bertembos består till största delen av jordbruksmark. Runt Bertembos är det tätbefolkat, med 709 invånare per kvadratkilometer.